# Halley (cráter marciano)

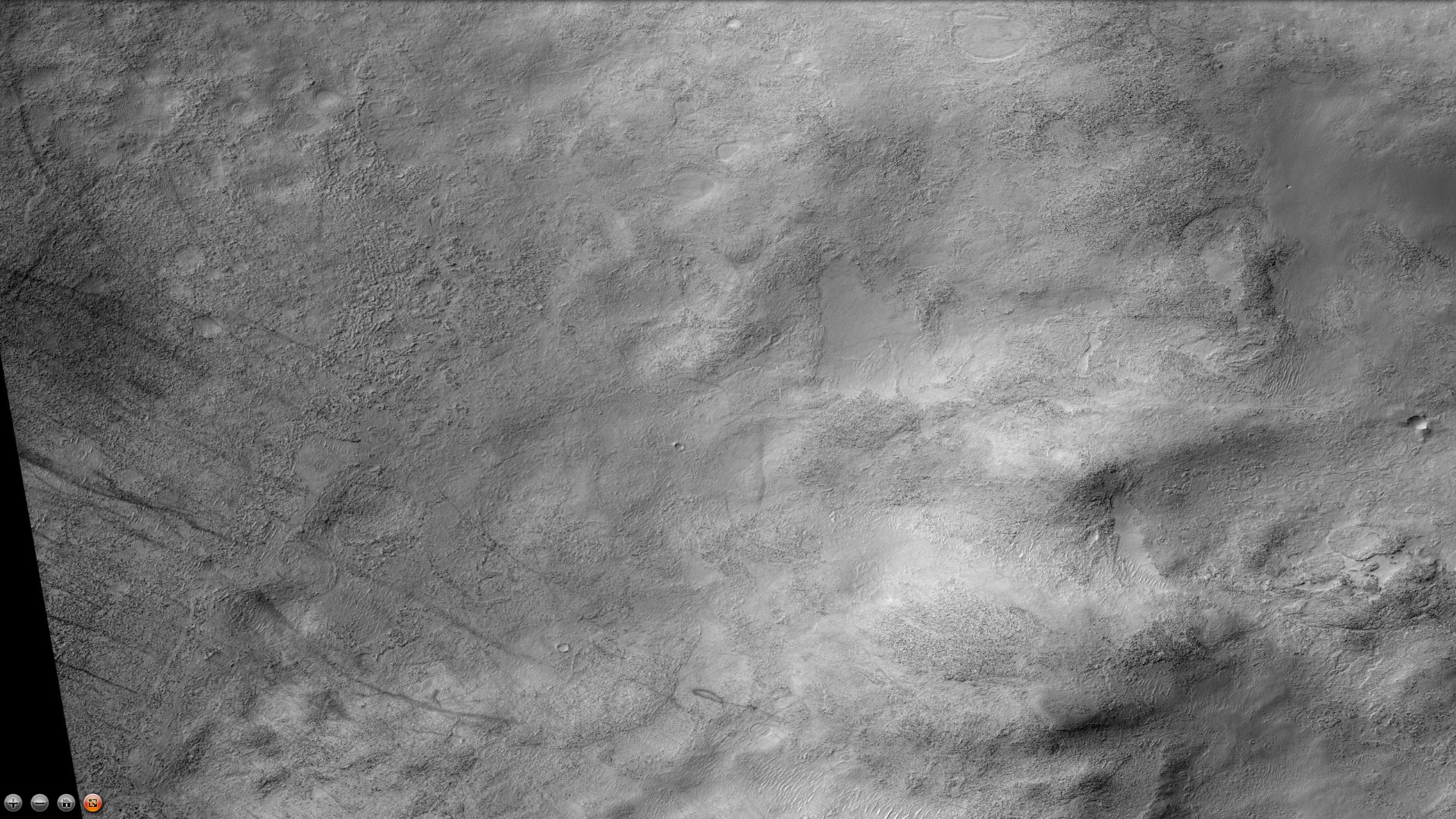
Fondo del cráter Halley. Imagen de la cámara CTX (Mars Reconnaissance Orbiter). Las líneas oscuras delgadas son pistas de diablo de polvo. Nota: Ampliación de la imagen grande anterior.

Halley es un cráter de impacto en el cuadrángulo Argyre de Marte, localizado en las coordenadas 48.3°S de latitud y 300.7°E de longitud. Tiene 84,5 km de diámetro. Fue nombrado en memoria del astrónomo británico Edmund Halley, siendo aprobada la designación en 1973.
| [[File:Wikihalleyeast.jpg\|1200px\|alt={{{Alt\|{{{descripción}}}]] |
| Cráter Da Vinci, fotografía de la cámara CTX a bordo del Mars Reconnaissance Orbiter. Borde este y noreste del cráter (El norte, hacia la izquierda de la fotografía). |